# Burmeser
Burmeser är ett folkslag som talar burmesiska och utgör huvuddelen av Myanmars befolkning. De flesta är buddhister (theravada).
Begreppet kan också syfta på medborgare i Burma av annan etnicitet.